# Gustaf Boivie
Gustaf Boivie (n. 27 noiembrie 1864, Stockholm, Suedia-Norvegia – d. 12 ianuarie 1951, Ängelholm, Kristianstads län⁠(d), Suedia) a fost un trăgător de tir ce a reprezentat Suedia, medaliat olimpic. A participat la o ediție a Jocurilor Olimpice (1912) în care a câștigat o medalie de aur.

## Participări
Lista de mai jos prezintă principalele competiții la care a participat Gustaf Boivie de-a lungul carierei.
- shooting at the 1912 Summer Olympics – men's 25 metre team small-bore rifle[*]